# ニュース探偵局
ニュース探偵局（ニュースたんていきょく）は、朝日放送ラジオ（ABCラジオ）で2002年9月から2011年10月まで毎週土曜日の26:00 - 26:30に放送されていた報道番組である。2010年1月23日から3月13日までは『ニュース探偵局DX』に改称して放送された。本項では、関連番組『おはよう!!ニュース探偵局』についてもまとめて記述する。

## 番組概要
直近のニュースの中から特に注目される1つの話題を深く掘り下げる趣向で、朝日放送の記者や報道系アナウンサーが、専門家や関係者にインタビュー。専門家や記者の解説を交えながら、話題の背景などを検証していく。
基本として土曜日の夜に、30分番組として放送。2010年1月23日からは、放送時間を55分へ拡大するとともに、タイトルを『ニュース探偵局DX』に改めた。『ニュース探偵局DX』への改称後は、冒頭で放送週の主なニュースを振り返るほか、週末にお勧めしたい観光施設・イベント会場からの中継などの企画を開始。また、リスナーから楽曲のリクエストを受け付けたうえで、エンディング近くに1曲を流すようになった。
当番組で放送された音源は、ABCラジオ公式サイト内の“Webio”を通じて放送日からの1週間限定で配信。『ニュース探偵局DX』へ移行後も、インタビューパートのみ配信を継続していた。
2010年3月には、『ニュース探偵局』時代からのレギュラー放送をいったん休止した。2011年4月9日から、『ニュース探偵局』として、土曜日深夜2時台の前半で週1回のレギュラー放送が復活。“Webio”でも、放送済み音源の配信を再開している。しかし、後枠の『Club JONR』とともに、同年10月1日の放送で終了した。

## 番組の沿革
2001年度の下半期に戸石伸泰の司会で、土曜日19:00 - 19:30に放送された30分番組「ニュースなんでやねん?!」が、この番組の前身となっている。
2002年度には、土曜日20:30 - 20:55（2005年1月から3月は20:40まで）に時間枠を移動。年度下半期（10月-3月）のナイターオフ番組『ニュース探偵局』として放送されるようになった。この時期から、朝日放送（ABC）のアナウンサーがスタジオ進行を担当。進行パートとは別に収録したインタビューを流す形式で放送するようになった。
2003年頃は、小寺右子と男性アナウンサー（週替わり）のコンビで担当。その後、2010年1月2日の放送までは、ABCのアナウンサー1人が週替わりで進行を務めた。過去の担当者に、乾麻梨子、浦川泰幸、岡元昇、柴田博、高野直子、高橋大作、長嶋賢一朗、藤崎健一郎、堀江政生らがいる。
専門家などへのインタビュアーは、進行役のアナウンサーが兼任する場合と、ABC報道局ニュースセンター所属の記者が担当する場合に大別。2008年頃までは、アナウンサー経験のある記者（阿部成寿や戸石伸泰）がインタビュアーを担当する場合に、進行役を兼ねることもあった。
また、2006年度下半期の放送では、山本亜希と寺井真樹子（いずれもセイ・タレントプロダクション所属）が隔週交代でリポーターとして出演。番組内で取材報告を実施していた。しかし、2007年度以降は、リポーターを起用しなくなった。
2009年10月からは、放送枠を土曜日の21:30 - 21:55に移動。浦川泰幸、桂紗綾、高橋大作、堀友理子の4人を中心に、ABCのアナウンサーが交代で進行役を務めた。ただし、特別企画を放送する場合には、21:00からの55分（または1時間）番組になることがあった。
2010年1月2日で、『ニュース探偵局』のタイトルでの放送は終了。同年1月9日の放送休止（特別番組の編成による）、1月17日の特別番組『ニュース探偵局防災スペシャル』（21:00-21:55、進行：浦川泰幸・中村智子）をはさんで、1月23日の放送から内容を一新。番組タイトルも、『ニュース探偵局DX』に改めた。
『ニュース探偵局DX』では、土曜日の放送を継続したまま、放送枠を21:00 - 21:55の55分間に拡大。全編事前収録の『ニュース探偵局』と違って、同番組から続くインタビュー企画以外のパートは、生放送へ移行した。進行役も、上田剛彦・八塚彩美の両アナウンサーに固定。八塚にとっては、ABCへの入社後初のレギュラー番組になった。また、戸石などのベテラン記者による芸術関係の施設・イベント会場からの生中継「ナイトカルチャー」や、トレンド情報に関する八塚の取材報告「八塚彩美のヤッピーコンシェルジュ」などのコーナーを新設。上田などが担当する事前収録のインタビューは、番組の後半に「ロングインタビュー」として放送していた。
2010年3月13日の放送を最後に、『ニュース探偵局』時代からのレギュラー放送をいったん休止。同月27日には、シベリア抑留体験者へのインタビューなどで構成した報道特別番組が放送された。
2011年4月9日より、土曜日深夜（日曜日未明）2:00からの30分番組としてレギュラー放送が復活。休止前から不定期で出演していた大塚展生・阿部成寿・中村智子（いずれも報道局ニュースセンター所属）が、週替わりで1名ずつ進行・取材報告・インタビューなどをこなしながら、毎週1つのテーマを深く掘り下げていた。なお、復活後の初回放送では、以上の3名が揃って登場している。

## 放送時間
- 2006年10月-2007年3月：土曜日20:20 - 20:55
- 2007年4月-2008年3月：日曜日20:30 - 21:00（ナイター中継時は休止）
- 2008年4月-2009年3月：日曜日20:00 - 20:30（ナイター中継時は休止）
- 2010年1月23日 - 2010年3月13日：土曜日21:00 - 21:55
- 2011年4月9日 - 2011年10月1日：土曜日26:00 - 26:30（日曜未明2:00-2:30）

## おはよう!!ニュース探偵局
2004年4月より2009年9月まで『ニュース探偵局』の関連コーナーとして、『もうすぐ夜明けABC』番組内で『おはよう!!ニュース探偵局』のコーナーが、月-金曜深夜=火-土曜早朝の3:50前後から10分程度放送されていた。
『おはよう!!ニュース探偵局』では、『ニュース探偵局』で放送した内容を、5回分に再編集したうえで再放送していた。また、『ニュース探偵局』の休止期間にも、『おはよう!!ニュース探偵局』のみ放送を続行。この期間中には、“Webio”で「おはよう!!ニュース探偵局」の放送済み音源を配信していた。
| ABCラジオ 土曜日20:20-20:55                     | ABCラジオ 土曜日20:20-20:55 | ABCラジオ 土曜日20:20-20:55                     |
| 前番組                                          | 番組名                      | 次番組                                          |
| ----------------------------------------------- | --------------------------- | ----------------------------------------------- |
| Far West Countdown（20:00-20:55)                | ニュース探偵局              | チュートリアルの声（20:30-20:55)                |
| 日曜日20:30-21:00（2007年）                     |                             |                                                 |
| 日曜スペシャル（単発特番枠）                    | ニュース探偵局              | ダンディ・サンデー(20:30-22:00)                 |
| 日曜日20:00-20:30（2008年）                     |                             |                                                 |
| 日曜スペシャル（単発特番枠）                    | ニュース探偵局              | 和沙哲郎のダンディ・サンデー(20:00-21:00)       |
| 土曜日21:30-21:55（2009年10月-12月）            |                             |                                                 |
| 和沙哲郎のダンディ・サタデー(21:05-22:00)       | ニュース探偵局              | ニュース探偵局DX（改称・枠拡大、21:00-21:55）   |
| 土曜日21:00-21:55（2010年1月-3月）              |                             |                                                 |
| 特番枠(21:00-21:30) ニュース探偵局(21:30-22:00) | ニュース探偵局DX            | 上田剛彦のミュージック・バイキング(21:12-22:00) |
| 土曜日26:00-26:30（2011年4月-）                 |                             |                                                 |
| モンスターエンジンのバリバリラジオ              | ニュース探偵局              | ミュージック・ファイル2011                      |